# Plaza de la Constitución (Buenos Aires)

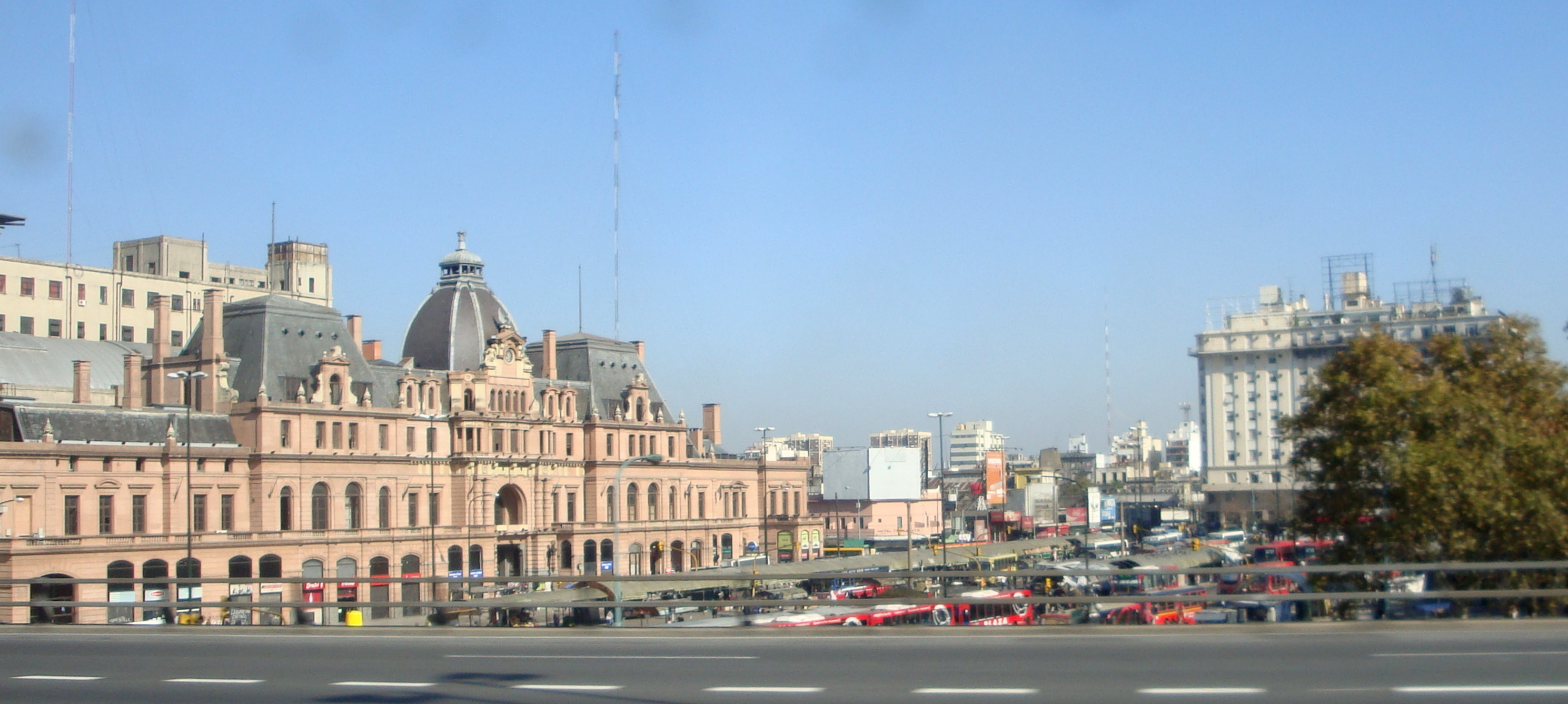
Terminal ferroviaria, colectivos y plaza vistos desde la Autopista Frondizi.

La Plaza de la Constitución o Plaza Constitución es una de las principales plazas de la ciudad de Buenos Aires, Argentina. Se encuentra frente a la terminal ferroviaria homónima, y es uno de los principales puntos de conexión del transporte público en la ciudad, ya que también existe allí una estación de subterráneo.

## Localización

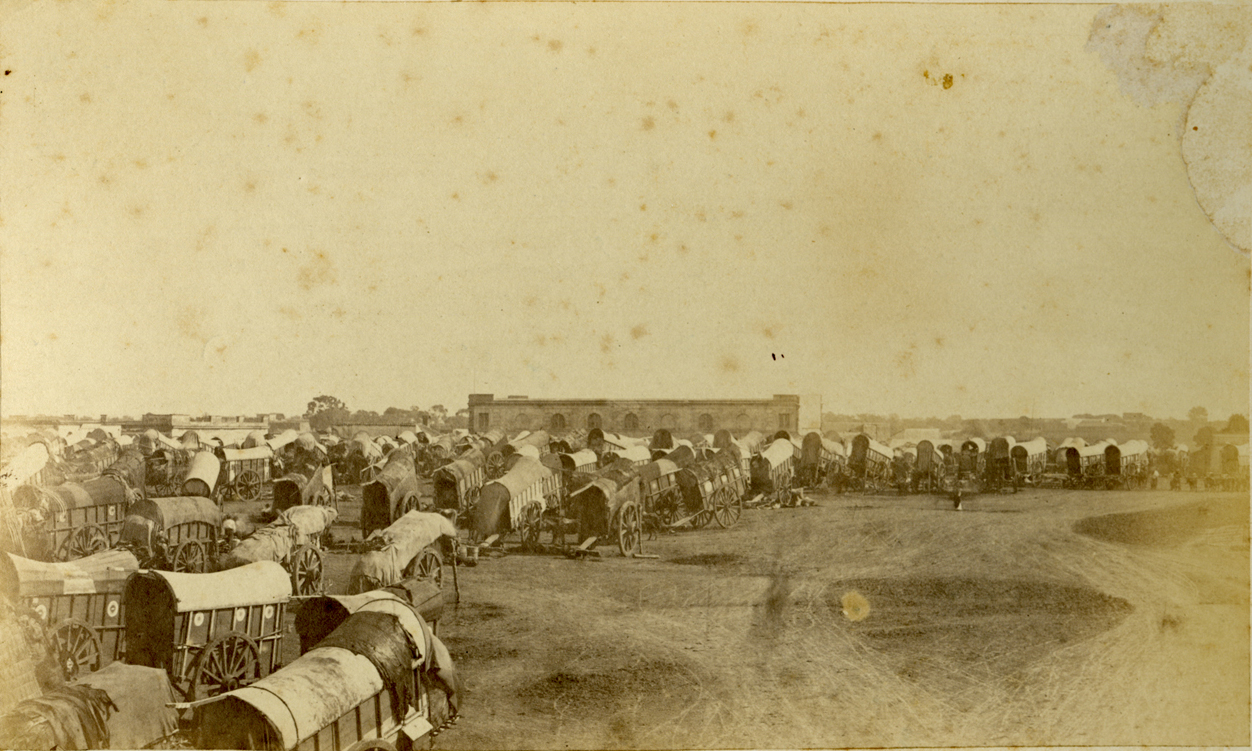
El Mercado de Constitución, ocupaba el espacio de la actual plaza. (foto de 1864)

Se encuentra en el corazón del barrio de Constitución.
Se sitúa sobre la avenida Brasil, y la rodean también las calles Lima Oeste, Lima Este y Constitución.
Junto a la plaza se encuentran la estación Constitución de la línea C de subte, así como la estación Constitución del ferrocarril General Roca.

## Historia

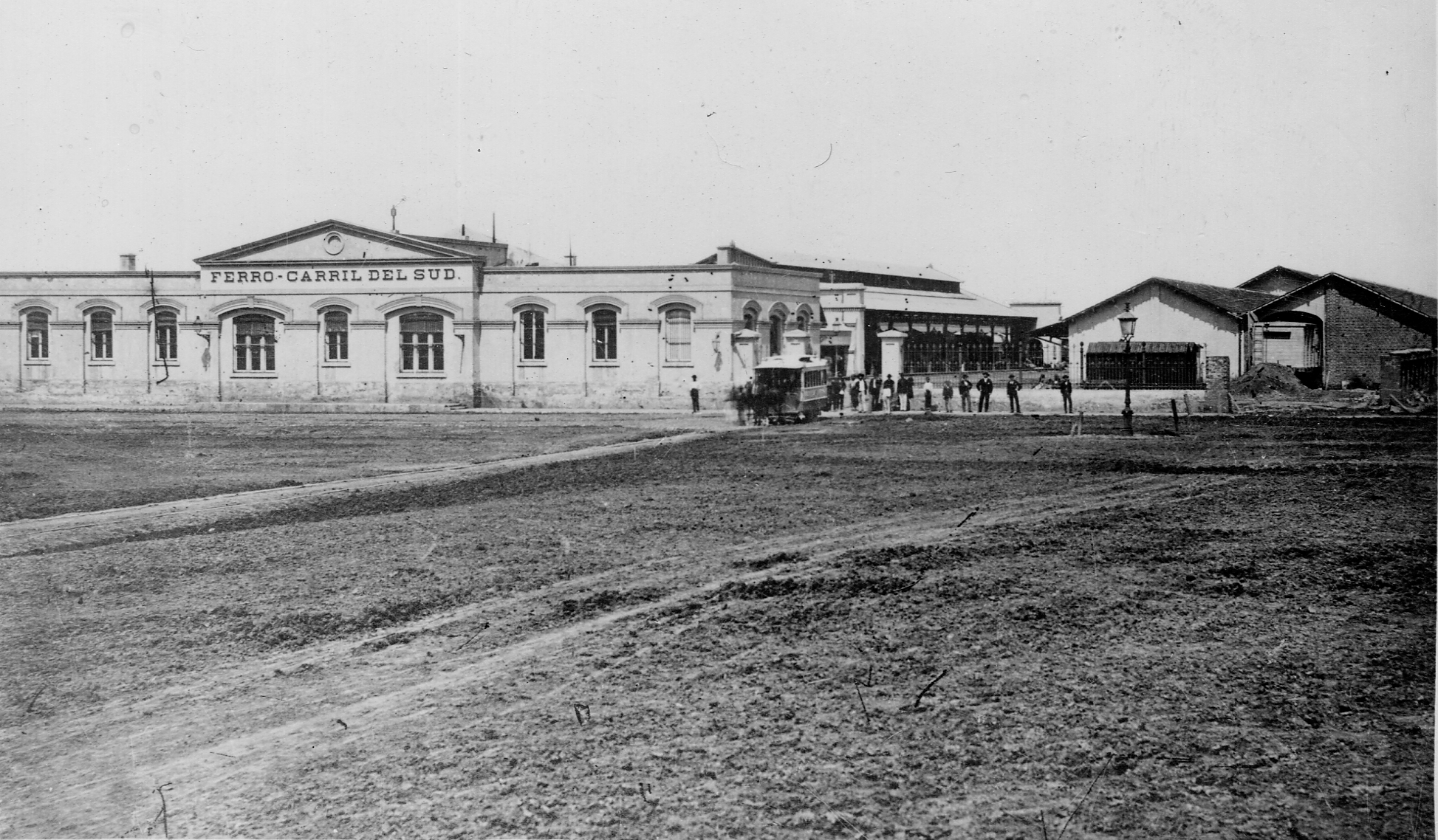
La primera Estación Constitución (1865).

Históricamente, el área ocupada por la actual Plaza Constitución era “un pajonal” suburbano de la pequeña ciudad de Buenos Aires, aun hasta la década de 1850. Con el objetivo de evitar que las carretas con mercadería ingresaran al centro para comerciar, la Municipalidad decidió crear en el lugar de la actual Plaza Constitución, un mercado para que se concentraran en esa zona más alejada.
Así, en 1854 comenzó a funcionar el Mercado del Sud del Alto, llamado así por encontrarse cerca del Alto de San Pedro (actual barrio de San Telmo). Como en esa misma época Buenos Aires juró su Constitución, rápidamente se cambió el nombre al lugar por el de Mercado Constitución, y ya figura con ese nombre en las Memorias Municipales de 1857.

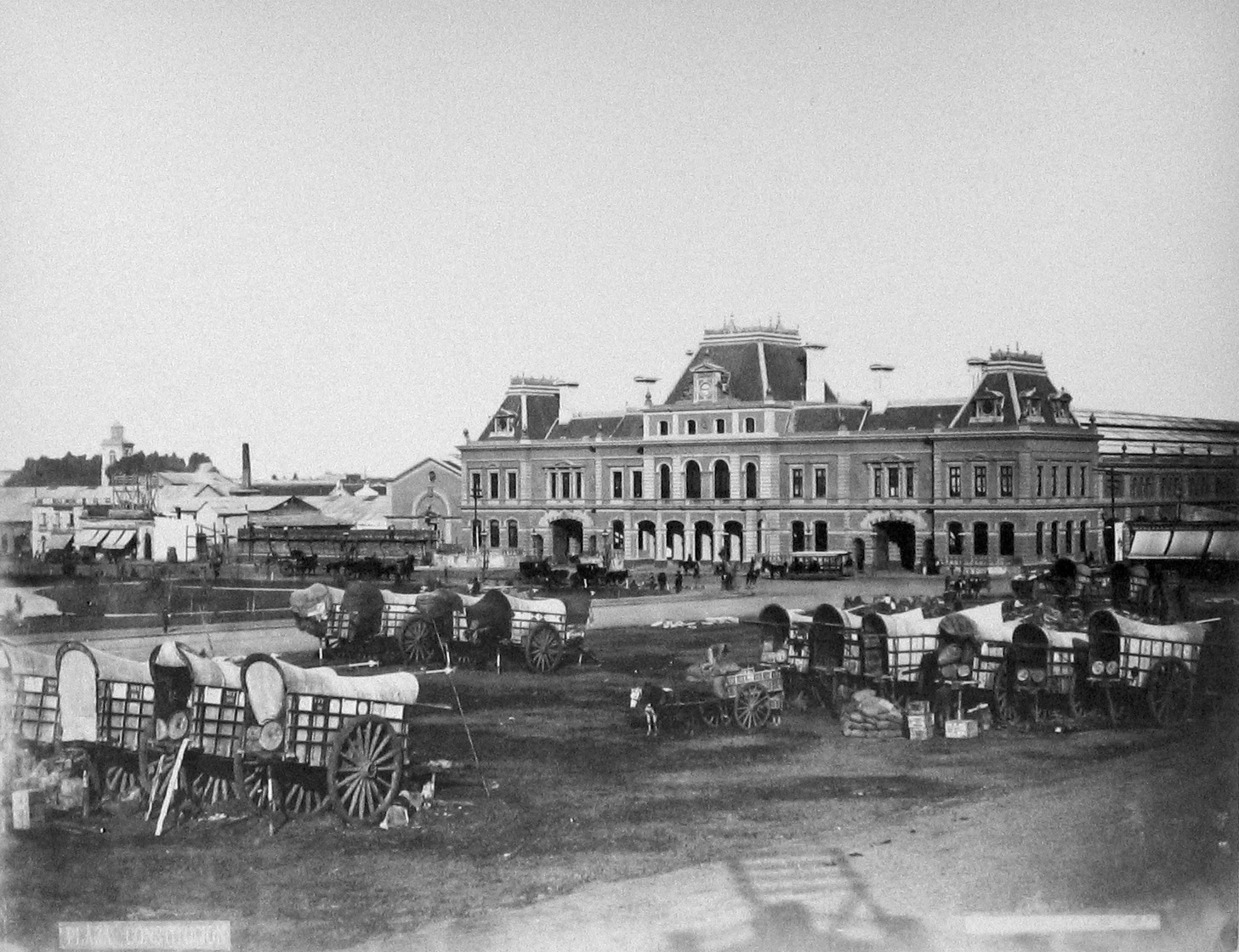
Plaza Constitución en la época de las carretas. (foto de aprox. 1885)

En agosto de 1865 se inaugura la estación Constitución del Ferrocarril del Sud, actual Ferrocarril General Roca. Era un edificio pequeño con pocas plataformas, del cual partía una vía tranviaria cruzando la plaza, para conectar la alejada estación con el centro de la ciudad, yendo por la actual calle Lima.
El mercado de frutos y las carretas continuaron hasta 1885, fecha en la que el intendente Torcuato de Alvear ordenó su clausura para embellecer la zona abriendo una plaza.[cita requerida] Al mismo tiempo, el Ferrocarril del Sud comenzó la construcción del nuevo edificio de la Estación Constitución, inspirado en un palacio francés. El arquitecto municipal Juan Antonio Buschiazzo diseñó un paseo con muchos árboles, jardines, un lago artificial con un pequeño puente y hasta una falsa ruina de un castillo fantástico que llamó mucho la atención y fue objeto de muchas críticas y burlas incluso desde los diarios. Esta extraña estructura sería demolida en 1914, cuando la Compañía Anglo Argentina de Tranvías inició la construcción de una línea de subterráneos que luego fue abandonada.

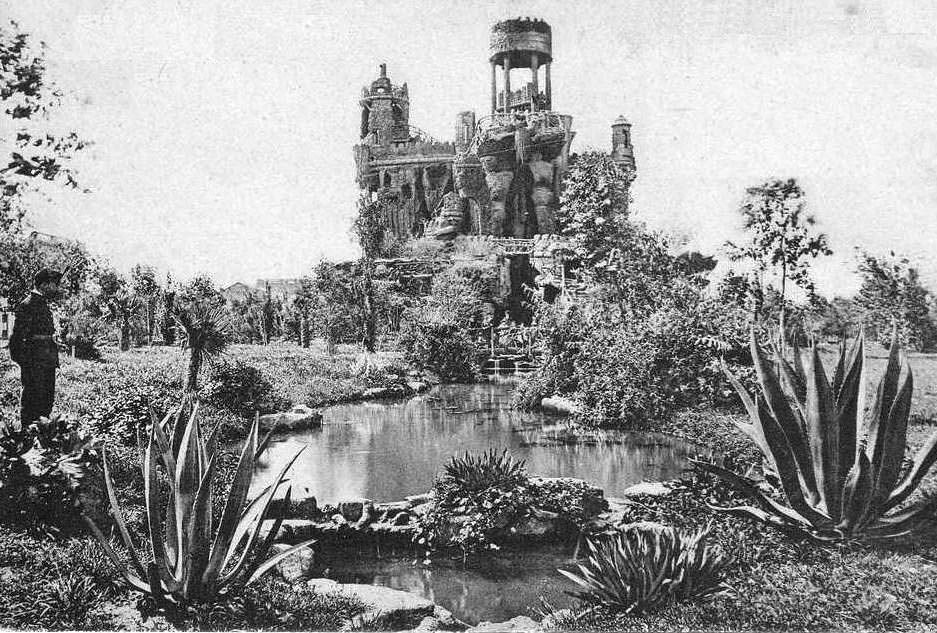
La Gruta de Plaza Constitución (1885-1914).

Hacia 1907, el Ferrocarril Sud ampliaba una vez más la estación Constitución, ya que el uso cada vez mayor del tren dejaba constantemente desbordadas las instalaciones. En 1909 se inauguró en la esquina de Garay y Lima el Teatro Variedades, un lujoso edificio diseñado por el arquitecto Carlos Nordmann que sería demolido en 1961; y en 1914 comenzaba la construcción de la Iglesia del Inmaculado Corazón de María, un imponente templo de estilo neogótico coronado por dos estilizadas agujas con cruces. 
En 1933, la Compañía Hispano Argentina de Obras Públicas y Finanzas (CHADOPyF) comenzó la construcción de la actual línea C de subterráneos, conectando la terminal de Plaza Constitución con el otro polo ferroviario de la ciudad, la estación de Retiro en tan solo tres años. Mientras, numerosas compañías de tranvías conectaban la plaza y el tren con distintos extremos de la ciudad. A su vez, el Ferrocarril Sud comenzaba la construcción del edificio definitivo de la estación Constitución, que se comenzó por su fachada lateral sobre General Hornos y fue abandonado sin terminar luego de la crisis de 1930. Así, se mantuvo la fachada de la antigua estación, pero en el interior el edificio fue reconstruido a nuevo y es el que existe actualmente.

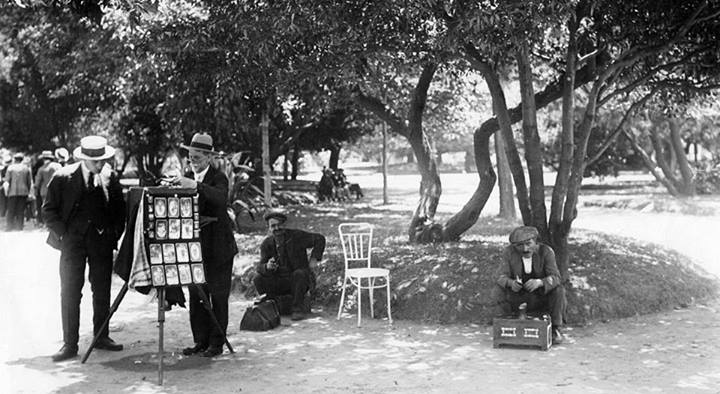
Fotógrafos callejeros, en 1926. (Foto: AGN)

Hacia 1975, la Avenida 9 de Julio fue extendida hasta la Avenida Caseros, y fueron demolidas las manzanas que cerraban la plaza hacia el este. Cinco años después se inauguraba la Autopista 25 de Mayo, que pasa por uno de sus extremos, y luego de poco tiempo la siguió la Autopista Frondizi, que conecta la Avenida 9 de Julio con el Puente Pueyrredón. Así, uno de los bordes de la plaza quedó delimitado por un viaducto y los terrenos desocupados que dejaron las demoliciones, ayudando a la degradación de la zona.
En 2005, durante la gestión de Jorge Telerman en el Gobierno de la Ciudad, comenzó a trazarse un plan para actualizar el centro de transbordos de Plaza Constitución, construyendo plazoletas y parquizando espacios libres. En noviembre de 2007 se remodeló la cuadra de la calle General Hornos, entre Brasil y Avenida Caseros, adecuándola para la parada de varias líneas de colectivos También se especuló con la creación de un Corredor Verde del Sur, un proyecto urbano, que se mantuvo como idea cuando Telerman fue sucedido por Mauricio Macri en la Jefatura de Gobierno, pero se vio suspendido luego.
Según cifras del Ministerio Público Fiscal de la ciudad de Buenos Aires, a lo largo del período 2011-2013 ha aumentado paulatinamente la conflictividad. Los delitos y contravenciones que más crecieron en la zona durante 2013 fueron las amenazas (40%), daños (36%), usurpación de casas (24%), lesiones por riñas (56%), tenencia de arma de fuego (53%), ruidos molestos (108%) y hostigamiento, maltrato e intimidación (45%).
En la actualidad toda el área de la Plaza ha sido fuertemente recuperada, y cuenta con un destacamento de la Policía de la ciudad. Se mejoraron todas las áreas verdes y el arbolado, con un nuevo diseño. Cerca de la estación del Ferrocarril Roca se construyó un nuevo y amplio acceso al subterráneo Línea C. Se iluminó y amplió el sector de las paradas de colectivos, que acceden a la zona desde el metrobús de la Avenida 9 de Julio mediante un viaducto subterráneo, exclusivo para colectivos.

## Entorno

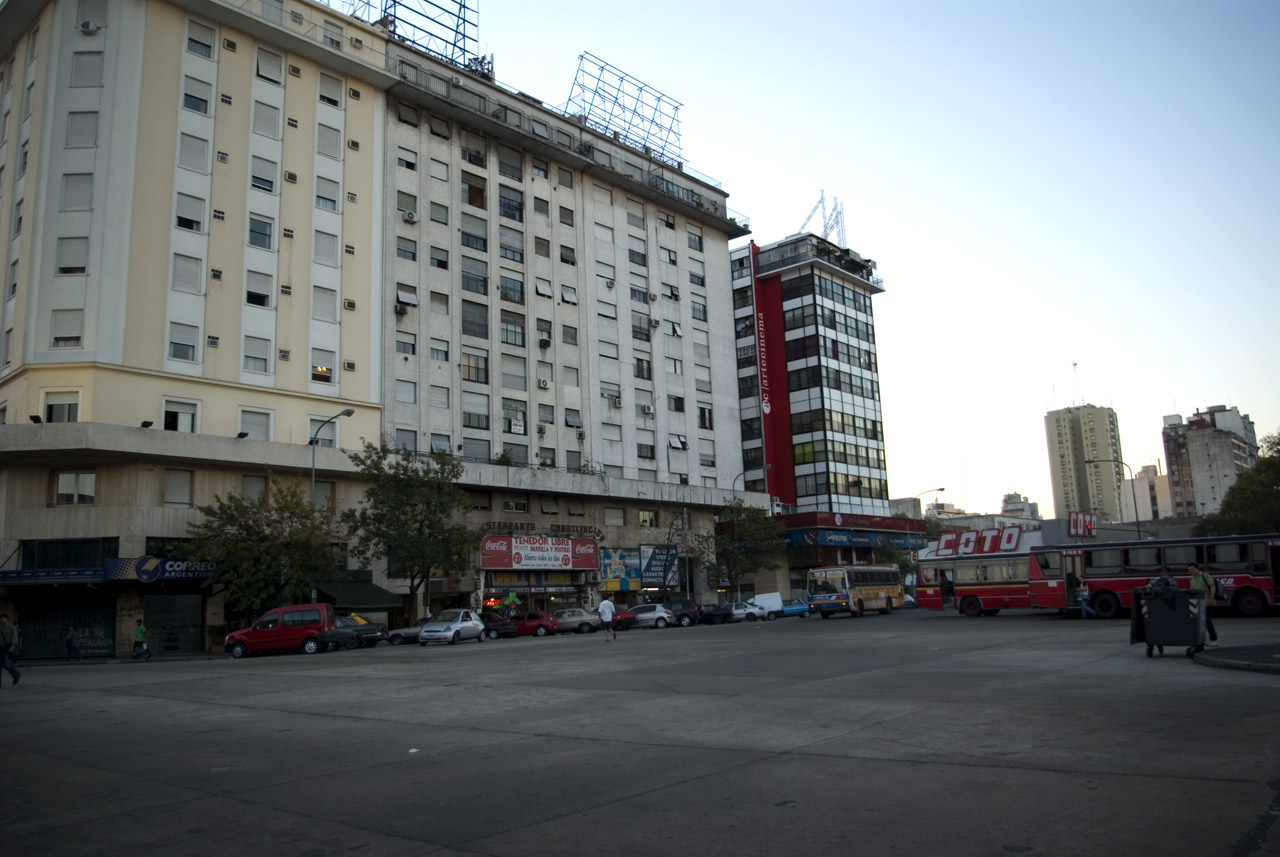
Hotel, sucursal de Correo Argentino y el ArteCinema, sobre la calle Lima Oeste.

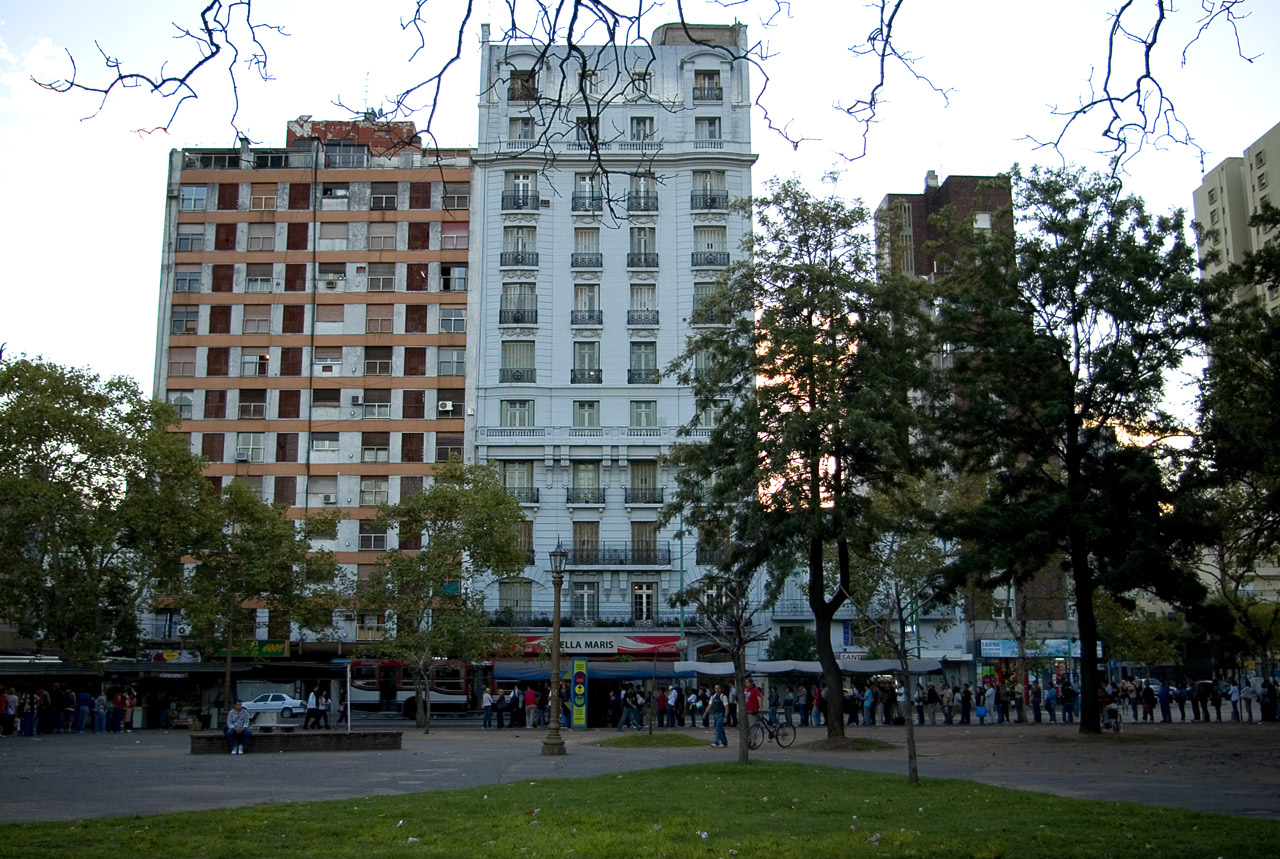
Edificios residenciales en la calle Lima Oeste.

Hoy en día, Plaza Constitución es uno de los puntos de Buenos Aires con mayor circulación diaria de personas, ya que el Ferrocarril General Roca conecta la ciudad con los dos principales ejes de la zona sur del Gran Buenos Aires, sobre el trazado de la Avenida Hipólito Yrigoyen, hacia Lanús, Lomas de Zamora, Temperley; y el de la Avenida Presidente Mitre, hacia Sarandí, Wilde, Quilmes, Berazategui, Florencio Varela y La Plata.
Su contorno está delimitado por el viaducto de la Autopista Frondizi y la playa de estacionamientos de vehículos en infracción hacia el este. Hacia el norte, la Iglesia del Inmaculado Corazón; hacia el sur la Estación Plaza Constitución; y hacia el oeste un conjunto de hoteles, edificios residenciales, un supermercado y ArteCinema, un cine cultural.

## Monumentos
La plaza posee tres estatuas: una en homenaje a Juan José Castelli, inaugurada el 20 de mayo de 1910; una dedicada a José Antonio Páez; y otra a Juan Bautista Alberdi, inaugurada el 29 de agosto de 1964.

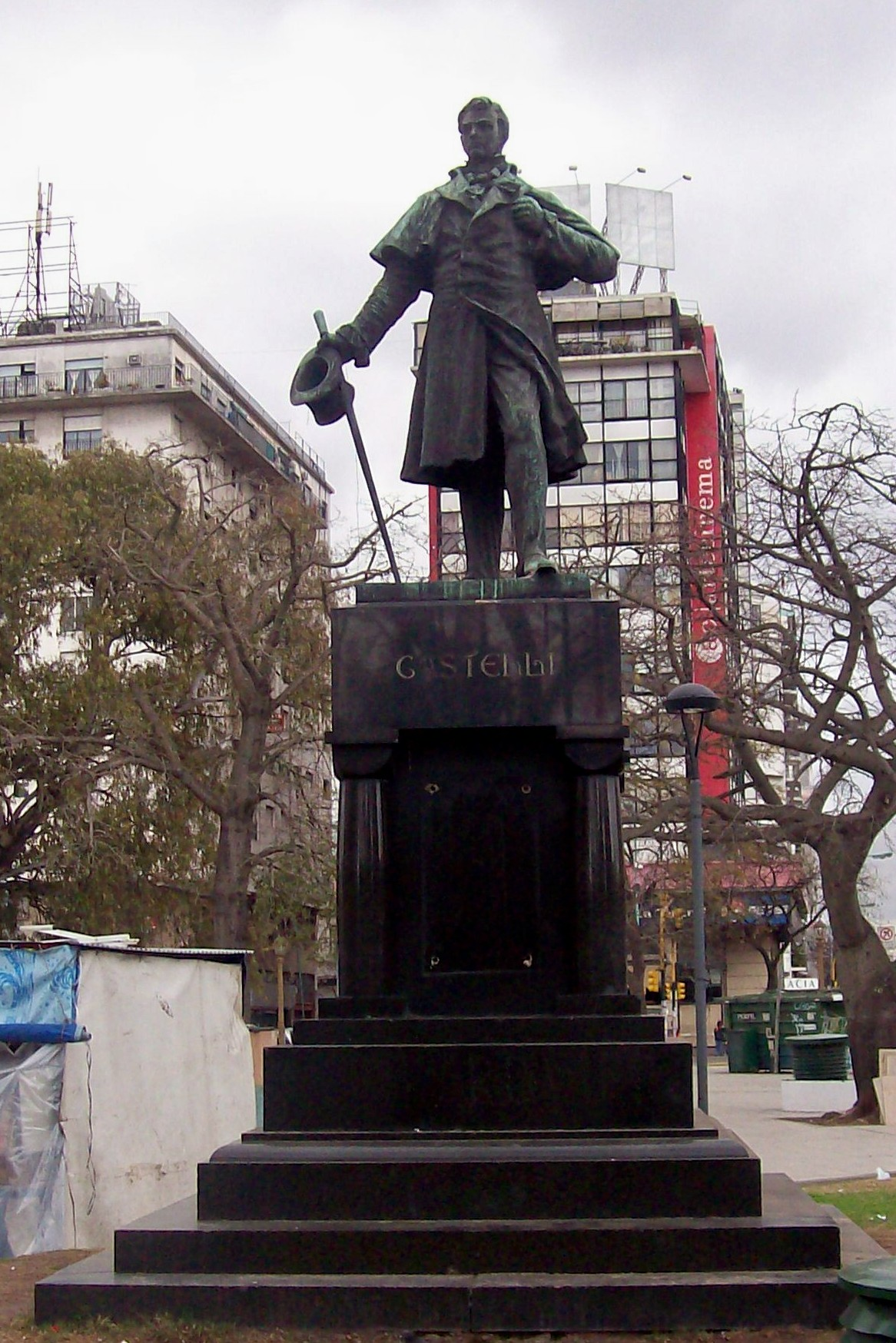
Monumento a Castelli.
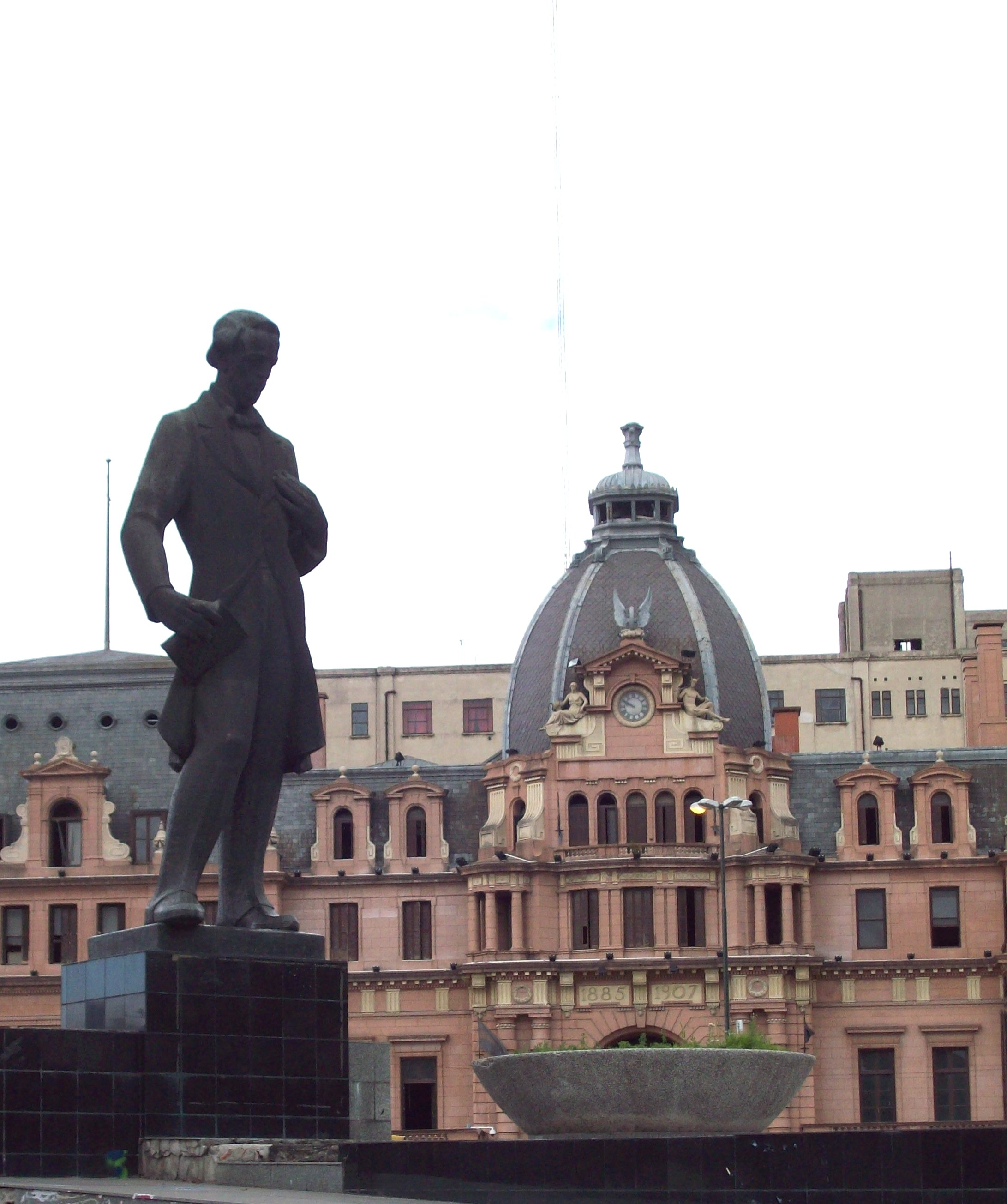
Monumento a Alberdi.
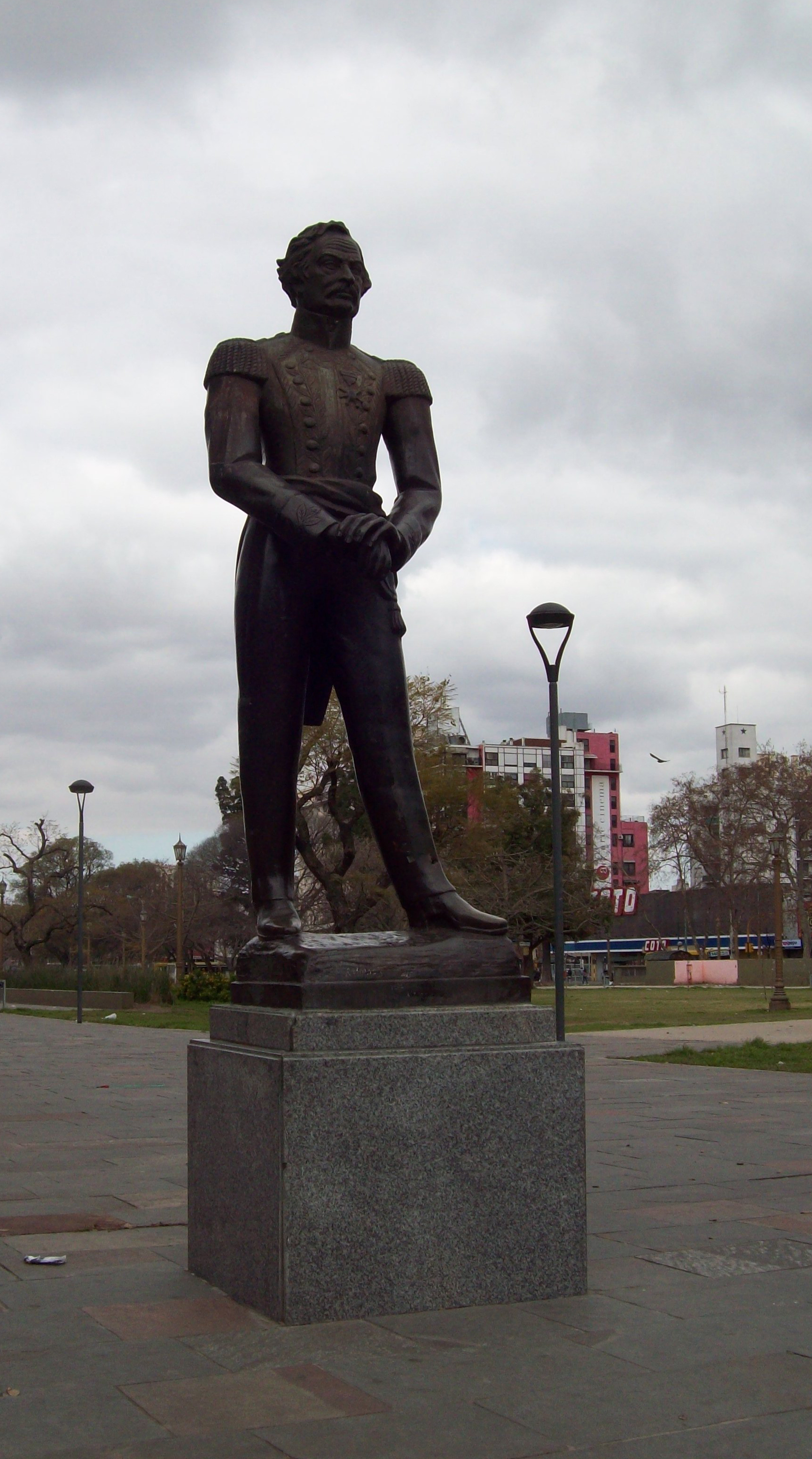
Monumento a José Antonio Páez.